# Vii
Jungle Soft's Sport Vii je herní konzole, napodobenina Wii od firmy Nintendo. Vii není součástí souboje herních konzolí 7. generace jako Wii, PlayStation 3 nebo Xbox 360, protože jde o "TV-game" konzoli a konkuruje levným herním zařízením, která již z výroby obsahují zabudované videohry.
Konzole je nabízena spolu s bezdrátovým ovladačem, který se nápadně podobá Wii Remote, ale je menší a nedisponuje stejnou schopností přesného zaměření.
Od roku 2008 je Vii nabízeno také v Japonsku pod názvem V-Sports (Vii Sports)